# 長輔祭

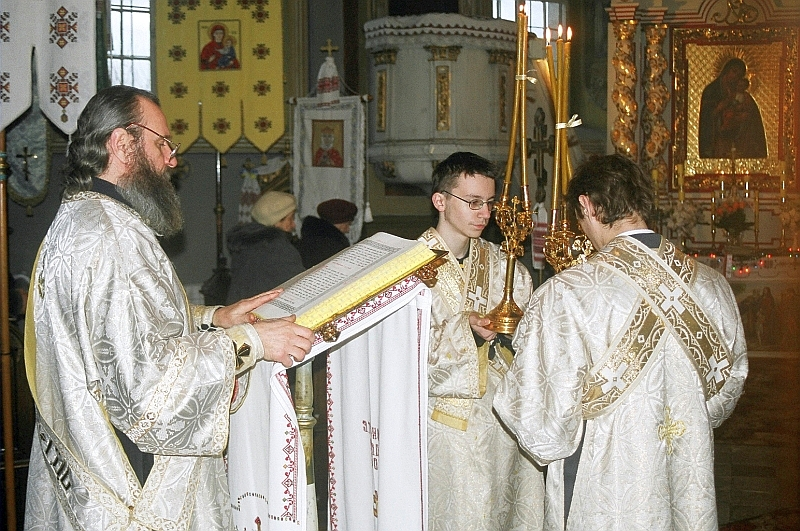
福音経を奉読する長輔祭。オラリを斜めにも掛けている。その前に、ディキリとトリキリを持つ副輔祭が二人居る。長輔祭も副輔祭もオラリを着用しているが、その着用の形状は異なっている（サノクでの神現祭）。

長輔祭（ちょうほさい）は、正教会の聖職。主教座聖堂に於いて奉職する事の多い輔祭。日本ハリストス正教会の訳語。
- ギリシャ語: πρωτοδιάκονος
- ロシア語: протодиакон
- 英語: Protodeacon

「奉神礼に精通している」「連祷に於ける輔祭朗誦の場面で美声が期待される」「自給輔祭として長年奉職してきた」等の理由から、司祭に叙聖される事なく一生を輔祭のままで過ごす輔祭は特にスラヴ系正教会に多い。こうした輔祭は功績・年功などにより長輔祭に昇叙される事がある。
時にはベテランの長輔祭は大聖堂における公祈祷（礼拝）のコーディネーターの役割を期待され、場合によっては司祭達よりも高い尊敬を得ているケースも少なく無い。正教会における輔祭・司祭・主教の別を単純な上下関係で捉える事は出来ないとされる言説を証する、一つの好例である。
主教祈祷の聖体礼儀における聖変化後の「万民をも」を詠隊（聖歌隊）が二回歌う場面で、長輔祭は通常の輔祭と若干違う役割を与えられている。母教会の首座主教、当該教会の主教の名の記憶に始まり、街のハリステアニン（正教徒）のため・病気の癒しのため・虜囚の解放のため・一切のためなどの、様々な祈願を朗誦する奉神礼上の役割がそれである。従って長輔祭の職は、単なる名誉称号に留まらない、主教祈祷に是非とも求められる存在である。それゆえ長輔祭の欠員が何らかの事情で生じた場合、主教座教会ではすぐに所属するベテランの輔祭の一人を長輔祭へ昇叙する事が多い。